# Чапаево (Дагестан)
Чапа́ево (устар.: Кешен-Аух, чечен. Кешен-Эвла) — село в Новолакском районе Дагестана.
Образует сельское поселение село Чапаево как единственный населённый пункт в его составе.

## Географическое положение
Село расположено к югу-западу от города Хасавюрт, на левом берегу реки Ярык-су, напротив районного центра села Новолакское.

## История
Согласно чеченскому учёному к.и.н. А. А. Адилсултанову, на месте села персидским шахиншахом Хосровом I Ануширваном было возведено оборонительное укрепление Кешне, которое вновь приводится в арабских источниках, описывающих походы войск Арабского халифата на Северный Кавказ в VIII веке. 
На карте 1838 года, помимо Кешен-Аух, обозначен хутор Кешен-Аухской.
Во время всеобщего восстания 1840 года в Чечне 7 апреля А. Галафееву удается отбить у горцев село Кишень-Аух, но часть жителей ушли в горы. Аул был сожжен. Покинув Кишень-Аух, со своим отрядом генерал отправился в соседний аул Акташ-Аух. При переходе через реку Ярыксу отряд генерала был атакован мюридами Ташев-Хаджи и понес большой урон. Генерал А. Галафеев был вынужден отказаться от дальнейшего продвижения и вернуться в укрепление Герзель-аул.
Основано в 1840 г. В 1841 году во время Ауховской операции русских войск аул был сожжен, а население переселено в Андреево и окрестные кумыкские селения.
В 1883 году Кишень-Аух имел 216 дворов, в которых проживало 1041 человек, нац. — чеченцы, 2 мечетей.
Выходцем из Кешен-Ауха был Уллубий-мулла наиб Ауха.

### После 1944 г.
Во время депортации чеченцев в 1944 году население было выслано в Среднюю Азию, на место прежних жителей были поселены лакцы из сёл Чакал (включая хутора Бярних, Кичурлух, Тукат, Улла-Уртту, Халух-Мащи) и Чара Кулинского района. Существует проект по переселению Лакского населения в район Махачкалы и восстановлению Ауховского района.

## Население
| 1889  | 1926  | 1939  | 1944  | 1959  | 1970  | 1989  |
| ----- | ----- | ----- | ----- | ----- | ----- | ----- |
| 1017  | ↗1125 | ↘1113 | ↗1438 | ↘915  | ↗1084 | ↗1091 |
| 2002  | 2010  | 2012  | 2013  | 2014  | 2015  | 2016  |
| ↗1732 | ↗2386 | ↗2466 | ↗2553 | ↗2616 | ↗2659 | ↗2708 |
| 2017  | 2018  | 2019  | 2020  | 2021  | 2023  | 2024  |
| ↗2784 | ↗2846 | ↗2903 | ↗2929 | ↗3649 | ↗3671 | ↗3704 |
| 2025  |       |       |       |       |       |       |
| ↗3744 |       |       |       |       |       |       |

Национальный состав по переписи 2002 г.: лакцы − 87 %.
По данным Всероссийской переписи населения 2010 года:
| № | Национальность | Численность, чел. | Доля |
| - | -------------- | ----------------- | ---- |
| 1 | лакцы          | 2166              | 91 % |
| 2 | чеченцы        | 145               | 6 %  |
| 3 | другие         | 75                | 3 %  |

## Образование
- Чапаевская муниципальная средняя общеобразовательная школа[33].

## Тайпы
В селе проживают представители следующих чеченских тайпов:
1. Зогой (чечен. Зlогой),
2. Цечой (чечен. Цlечой),
3. Овршой,
4. Чхарой (чечен. Чхьарой,
5. Ноккхой,
6. Кавстой (чечен. Къавстой),
7. Чунгрой,
8. Шинрой[34].

## Известные уроженцы
- Ширвани Мурадов — олимпийский чемпион и чемпион Европы

## Микротопонимия
- Висирзи отар «Висирзин хутор» — прошлом хутор
- Шелма Iин (Шелма ин) «Шелма (?) ущелье»
- Гӏедал (Гедал) «?»
- Аймантӏа (Айманта) «На (искусственном) пруду»
- Ибарне «?»
- Шина эвла юккъера хи «Источник, что между двумя аулами»
- Капсар тӏай (Капсар тай) «Капсара мост»
- Ана-хи «Целебный источник»
- Эвлана юккъера хьаст (Эвлана юккера хаст)
- Шина хи хьаст (Шина хи хаст) «Источник двух речек»
- Сабги ирзе «Сабги (л.) поляна»
- Iумхана мохк (Умхана мохк) «Умхана владение»
- Джамалан мохк (Джамалан мохк) «Джамала владение»
- Эскарханан мохк (Эскарханан мохк) «Эскархана владение»
- Ханбетар отар (Ханбетар отар) «Ханбетара хутор»
- Ханакъин отар (Ханакин отар) «Ханаки хутор»
- Гӏаьри отар (Гяри отар) «Гяри хутор» прошлом хутор
- Инаркъа отар (Инарка отар) «Инарка хутор» прошлом хутор
- Витенбен хьаст (Витенбен хаст) «Витенбе источник»
- Iасмара мохк (Асмара мохк) «Асмара владение»
- Адаман мохк (Адаман мохк) «Адама владение»
- Адаман хьаст (Адаман хаст) «Адама источник»
- Кӏонт (Конт) — «?»
- Булкъ хи (Булкъ хи) «Булкъ родник»
- Салтин хьун (Салтин хун) «Солдатский лес»
- Саьмбен пхьалгӏа (Сямбен пхалга) «Сямбе кузня»
- Яьсе завт (Ясе завт) «Ясе завод»
- Темир завт «Темира завод»
- Говраш хохку атагӏа (Говраш хохку атага) «Долина, где проводят конные скачки»
- Юьстх лам (Юстх лам) «Крайняя гора» — гора кешанойцев.
- Арба-лам «Арба-гора» — гора кешанойцев.
- Шуьйра гӏо долу лам (Шюйра го долу лам) «С широким склоном гора» — гора кешанойцев.
- Алдам хьайр (Алдам хайр) «Алдама мельница»
- Элжиргхьажин хьайр (Элжиргхажи хайр) «Элжиргхаджи мельница»
- Элжиргхьажи беш «Элжиргхажи (ореховый) сад»
- Саярсан хьайр (Саярсан хайр) «Саярса мельница»
- Саярсан беш (Саярсан беш) «Саярса сад (ореховая роща)»
- Кешанхойн мохк (Кешанхойн мохк) «Кешанхойцев владения»
- Мирз-гӏала (Мирз-гала) «Мирза укрепление»
- Кешана-гӏап (Кешана-гап) «Кешана укрепление»
- Ибарна мохк (Ибарна мохк) «Ибарна земля (поле)» прошлом хутор
- Ибарна кӏажа (Ибарна кажа) «Ибарна (л.) поляна»
- Астен отар (Астен отар) «Кизиловый хутор» — прошлом хутор
- Мухьмада мохк (Мухмада мохк) "Мухмада поле (земля)
- Алхсте хи (Алхсте хи) «Алхсте источник»
- Алхста тӏай (Алхста тай) «Алхста мост»
- Элибавинчу (Элибавинчу) «Князей (где) истребили» прошлом хутор
- Чаригато (Чаригато) «Чари теснина»
- Салмирзера отар (Салмирзера отар) «Салмирзаевых хутор» прошлом хутор
- Салмирзера хьу (Салмирзера ху) «Салмирзаевых лес»
- Iумархьажи хьу (Умархажи ху) «Умархаджи лес»
- Ибарна чоь (Ибарна чё) «Ибарна впадина (лощина)»
- Саӏдули отар (Саъдули отар) «Саъдули хутор» прошлом хутор
- Боккха корта (Боккха корта) «Большая вершина (возвышенность)»
- Гӏазмахьмин хьайр (Газмахмин хайр) «Гамзмахми мельница»
- Закархьажин хьайр (Закархажин хайр) «Закархаджи мельница»
- Пашни хьайр (Пашин хайр) «Паши мельница»
- Булкх-хи (Булкх-хи) «Родник (речка)»
- Хин корта (Хин корта) «Исток речки»
- Зандакъ гӏо некъ (Зандак го нек) «В Зандака идущая дорога»
- Цӏечой-эвл (Цечой-эвл) «Цечойцев поселение» — квартал
- Бона-эвла гӏо некъ (Бона-эвла го нек) «Дорога, идущая в Бона-эвл»
- Гӏера гоьза дукъ (Гера гёза дук) «Хребет (где) собирается дружина»
- Гӏера гоьза кешнаш «Гера гёза кладбище»
- Без-Iинчу (Без-инчу) «Без-лощине в» прошлом хутор
- Вис-ирзе (Вис-ирзе) «Виси лесная поляна» — прошлом хутор
- Цӏечу берд кӏел (Цечу берд кел) «Подбережное»
- Чалм Iине (Чалм Ине) «Чалм лощине к» прошлом хутор
- Кешанхой отар (Кешанхой отар) «Кешанойцев хутор»
- Къахьара отар (Кахара отар) «Кахара хутор»
- Бокин пхьалгӏа (Бокин пхалга) «Боки кузня»
- Израил пхьалгӏа (Израил пхалга) «Израила кузня»
- Ати гадарг дуташ завт (Ати гадарг дуташ завт)
- Ана хи (Ана хи) «Ана источник»
- Iинчур хьаст (Инчур хаст)
- Гӏурий-хи (Гурий-хи) «Акташ река»
- Капсар кӏелара хьаст (Капсар келара хаст)
- Жумамаьждиг (Жумамяждиг) «Общественных молитв (?ничных молитв) мечеть»[34].